# Middelheers
Middelheers is een gehucht van de gemeente Heers in de Belgische provincie Limburg. Het bevindt zich tussen de dorpskernen van Heers en Opheers.

## Geschiedenis
Middelheers maakte reeds in het ancien régime deel uit van de heerlijkheid Heers, terwijl het kerkelijk bij Opheers hoorde. Op de hoek van de Dikkeweyestraat en de Opheersstraat stond historisch een kapel gewijd aan Sint-Servaas. Deze kapel werd door een rector bediend en was onderhorig aan de parochie van Opheers. Het Sint-Odulfuskapittel van Borgloon had het patronaatsrecht van deze kapel. De kapel stond er nog tot minstens in 1843, al is het niet bekend wanneer ze precies werd afgebroken.
In 1958 werd op de hoek van de Opheersstraat en de Middelheersestraat een veldkapel gebouwd. Deze was gewijd aan Onze-Lieve-Vrouw van Banneux. In 1987 moest deze kapel echter worden gesloopt omdat de grond als bouwgrond zou worden verkocht. Er werd echter een nieuwe kapel gebouwd die in 1992 ingewijd werd en waarin de deur van de gesloopte kapel werd geplaatst.
Deelgemeenten: Batsheers · Gutschoven · Heers · Heks · Horpmaal · Klein-Gelmen · Mechelen-Bovelingen · Mettekoven · Opheers · Rukkelingen-Loon · Vechmaal · Veulen

Gehuchten: Middelheers · Sint-Pieters-Heurne

Belgische gemeenten · Arrondissement Tongeren · Limburg · Vlaanderen